# السواقي (العدين)

تعديل مصدري - تعديل

السواقي محلة تابعة لقرية الجبل، التابعة لعزلة بني عبد الله بمديرية العدين إحدى مديريات محافظة إب في الجمهورية اليمنية، بلغ تعداد سكانها 38 حسب تعداد اليمن لعام 2004.